# Hatadou Sako
Hatadou Sako (Tournan-en-Brie, 21 de outubro de 1995) é uma jogadora de handebol francesa.

## Carreira
Tendo passado pelo pólo de esperanças femininas de Chatenay-Malabry, Hatadou Sako, no entanto, não foi recrutada por um centro de treinamento e ingressou no handebol do Noisy-le-Grand em 2011, na Divisão 2. Contactada diversas vezes por Frédéric Bougeant que lhe sugeriu ingressar no centro de treinamento do clube de handebol CJF Fleury Loiret e, portanto, jogar inicialmente no Nationale 1, ela preferiu ficar em Noisy até 2016.
Naquele ano, ela optou por experimentar a aventura no D1 assinando pelo OGC Nice. Após seis primeiros meses difíceis, tanto mental quanto fisicamente, ela experimentou um progresso meteórico no clube de Nice. Durante a temporada 2018-2019, ela se destacou com um percentual de defesas de 40% na temporada regular, colocando-a entre as melhores goleiras do campeonato francês e permitindo notavelmente ao OGC Nice terminar como a melhor defesa da temporada. Ao final da temporada, foi eleita a melhor goleira do campeonato francês 2018-2019.
Em 2020, ingressou no Metz Handball 2. Em 2021 , depois de disputar eliminatórias para os Jogos Olímpicos, dois CAN e um campeonato mundial, decidiu distanciar-se da seleção senegalesa. Nos Jogos Olímpicos de Verão de 2024, em Paris, conquistou a medalha de prata, com a seleção francesa, no torneio feminino do handebol, após confronto na final contra a equipe norueguesa.